# Amunicja dum-dum

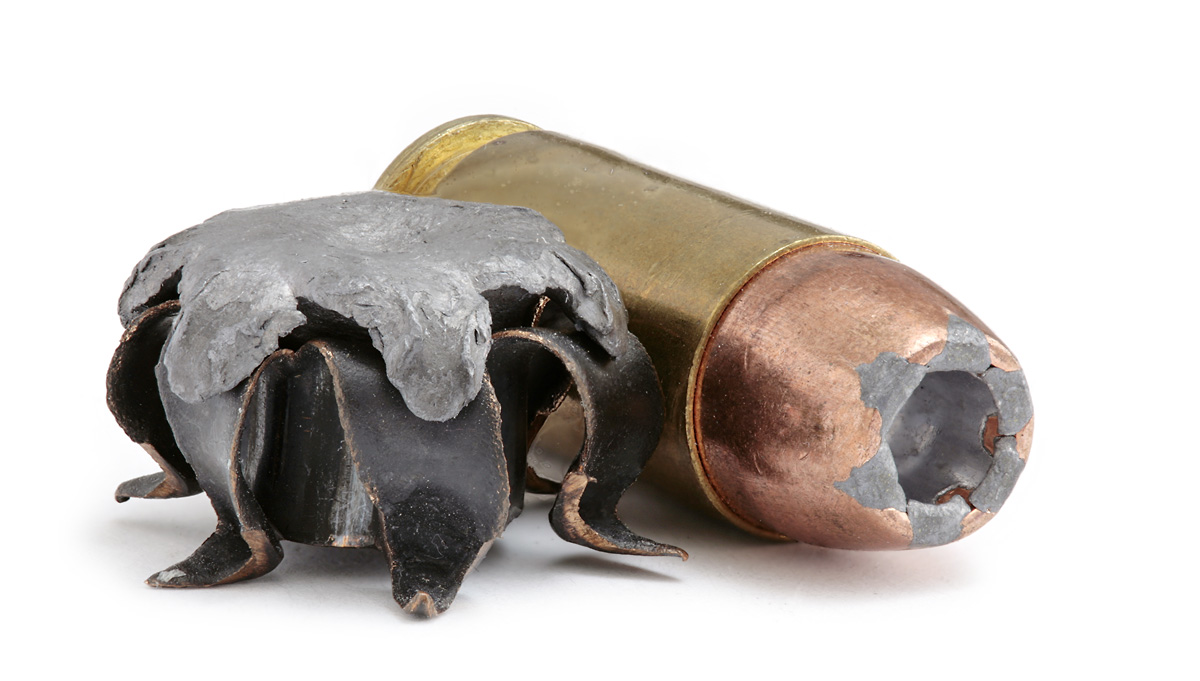
Nabój z pociskiem grzybkującym JHP i pocisk zdeformowany po trafieniu w cel

Przekrój pocisku JHP z wydrążeniem w części czołowej

Amunicja dum-dum – odmiana amunicji wykorzystująca pociski o wierzchołku pozbawionym płaszcza, ściętym płasko, rozciętym wzdłuż lub wydrążonym, który deformuje się podczas penetracji celu. Fala uderzeniowa takiego pocisku jest wielokrotnie większa niż w pociskach z płaszczem.
Amunicja dum-dum została wyprodukowana po raz pierwszy przez Brytyjczyków we wczesnych latach 90. XIX wieku w zbrojowni Dum Dum koło Kalkuty w Indiach. Zakazana do zastosowań wojskowych przez II Konwencję haską z 1899 roku o zasadach wojny lądowej (zakaz powtórzyła IV Konwencja haska z 1907 roku) – było to rozszerzenie zakazu używania małokalibrowej amunicji eksplodującej ustanowionego wcześniej przez Deklarację petersburską z 1868 roku i powtórzonego później jako zakaz używania amunicji mogącej powodować zbyteczne cierpienia w Deklaracji brukselskiej z 1874 roku. Amunicja dum-dum jest jednak nadal używana do polowań w celu zatrzymania zwierzyny i skrócenia agonii, przez policję oraz między innymi na amerykańskim rynku cywilnym z powodu bardzo silnego rażenia obalającego prowadzącego do natychmiastowego przerwania działań prowadzących przez osobę postrzeloną. Amunicja typu dum-dum wykazuje również pożądane właściwości w przypadku wymiany ognia na pokładzie samolotów, ponieważ pocisk zatrzymuje się w ciele ofiary co redukuje ryzyko przestrzelenia kadłuba.